# Tetraconodontinae
Tetraconodontinae es una subfamilia extinta perteneciente a la familia de los cerdos y jabalíes, Suidae. Sus fósiles se han hallado en África, Asia y Europa.